# 海事博物館 (印尼)
海事博物館是印尼雅加達的海事博物館，位於北雅加達本查靈岸鎮本查靈岸行政村的舊巽他格拉巴港區。博物館由前荷蘭東印度公司的倉庫改建而成，展示重點為印度尼西亞的海洋歷史，以及海洋對該國經濟的重要性。
海事博物館展示來自印尼不同地區的漁船模型和其他海事物品，如南蘇拉威西住民布吉人的菲尼斯雙桅帆船，目前由這類帆船組成世界上最後一支航海船隊。2018年1月，博物館大部分區域被一場大火燒毀，館內的展品隨後被撤走，起火原因為電線短路。

## 位置
海事博物館位於雅加達老城區，為雅加達的歷史中心。周邊其他展示巴達維亞（今雅加達）歷史的文化遺產，包括雅加達歷史博物館、哇揚博物館和巽他格拉巴港區等皆在步行範圍內。

## 歷史

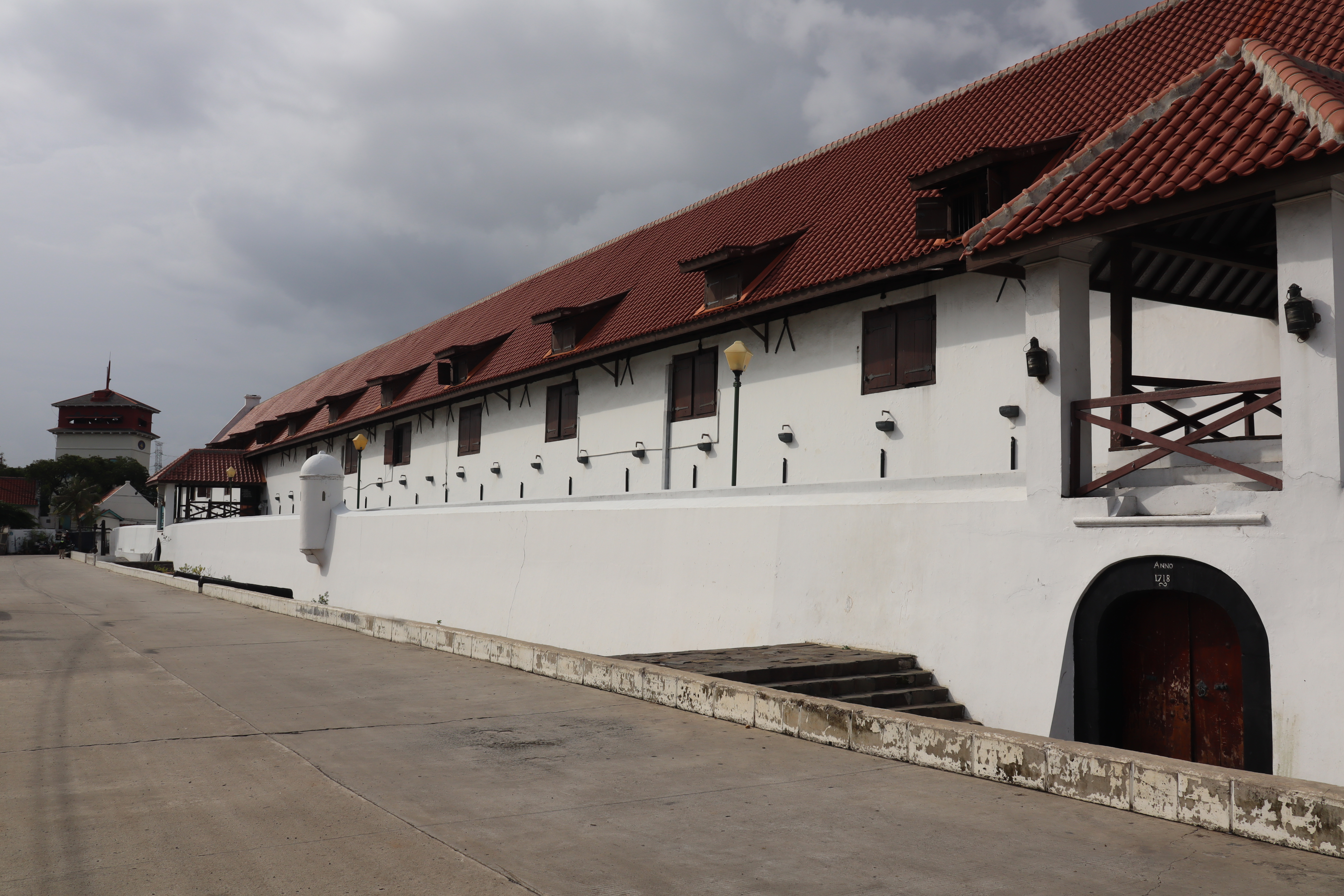
荷蘭式倉庫和遠處的

海事博物館由原荷蘭東印度公司的倉庫群改建而成，倉庫建於雅加達地區的主要河流－芝利翁河的河口旁，並分為兩部分：西岸倉庫（荷蘭語：Westzijdsche Pakhuizen，建於1652－1771年）和東岸倉庫（荷蘭語：Oostzijdsche Pakhuizen）。西岸倉庫由4棟建築組成，其中3棟被用於博物館。倉庫原先用於儲存香料，如肉豆蔻和胡椒。此外，咖啡、茶葉和布料在運往亞洲和歐洲港口前也會集散於此。
部分倉庫是於17世紀為增加儲存空間而額外興建。博物館部份門上標有不同日期，可能為倉庫進行維修或擴建的時間。

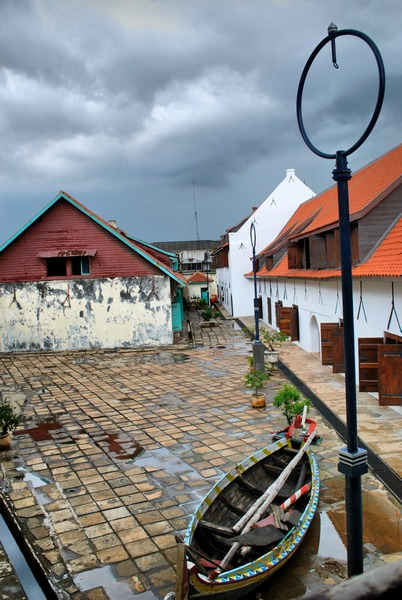
博物館的舊儲存區，圖中的鐵鉤曾支撐一座木製長廊，避免存放的金屬淋濕

東印度公司曾於倉庫和雅加達城牆之間存放銅和錫金屬，並由一條延伸至倉庫前的木製長廊遮蔽，以避免雨水侵襲。因城牆上的道路狹窄，該長廊也常被當時巡邏的衛兵借道使用。長廊連結到面向水邊的倉庫二樓，但作為主體的木材則已被搬空，惟支撐長廊的大鐵鉤仍矗立於原處。
博物館前方殘存的城牆綿延至熱布爾堡（Zeeburg）後再往西延伸一點，即是17、18世紀包圍巴達維亞（今雅加達）的所有城牆，當時二、三十座堡壘中僅存熱布爾堡和屈倫博赫堡（Culemborg）。距博物館約50公尺的「海港主塔」（Menara Syahbandar，或稱「de Uitkijk」）是建於屈倫博赫堡遺址的前哨瞭望塔，1839年以來還承擔信號箱和觀察哨的角色，此前港口與船隻是透過該瞭望塔後方的舊東印度公司船廠旗桿交換信號。1886年，丹戎不碌港啟用後，該塔失去部分功能。
第二次世界大戰日本佔領印尼期間，東西兩岸的倉庫被用作日軍的物流倉庫。印尼獨立後，倉庫轉由國家電力公司（PLN）和郵電局（PTT）使用。1976年，倉庫群被列為文化資產。1977年7月7日，倉庫群改建為海事博物館，並舉行落成典禮。
2018年1月16日印尼時間上午，博物館因電線短路而發生火災，燒毀大部分建築和藏品。

## 藏品
海事博物館主要介紹印度尼西亞的海洋歷史，其中部分展品為荷蘭東印度公司的船舶模型和大砲。此外，還有一件船島模型，該島曾為東印度公司的船隻修理廠所在地。
傳統帆船部分，博物館展出來自印尼各群島的船舶模型，如古代爪哇島上滿者伯夷王國的船隻模型（根據婆羅浮屠寺中的婆羅浮屠船浮雕製作而成）。其他還有菲尼斯雙桅帆船、瀾滄帆船、格拉蒂（Gelati）漁船等傳統船隻。博物館也設有造船工具展區，其中介紹該國的海事傳統和民俗。
現代航運部分，博物館展示各種導航工具，印尼海軍航海圖、燈塔資訊和荷蘭皇家郵船公司（K.P.M.）航行中的船隻舊照片。
博物館還設有「生物海洋學」特展，展示印尼沿海地區的生物多樣性。

## 圖輯

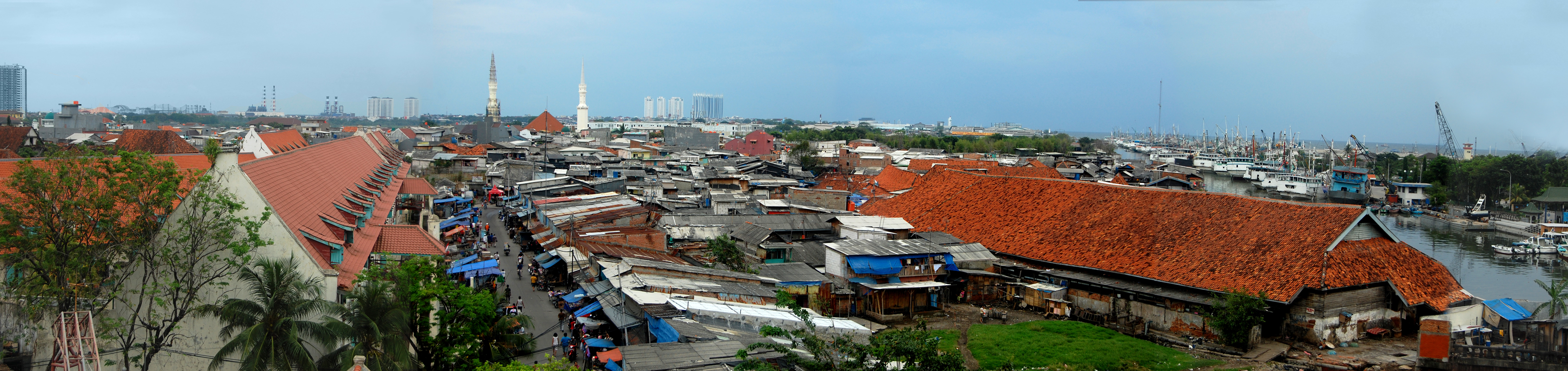
海事博物館（左）和巽他格拉巴港區（右）全景圖，拍攝方向為南方
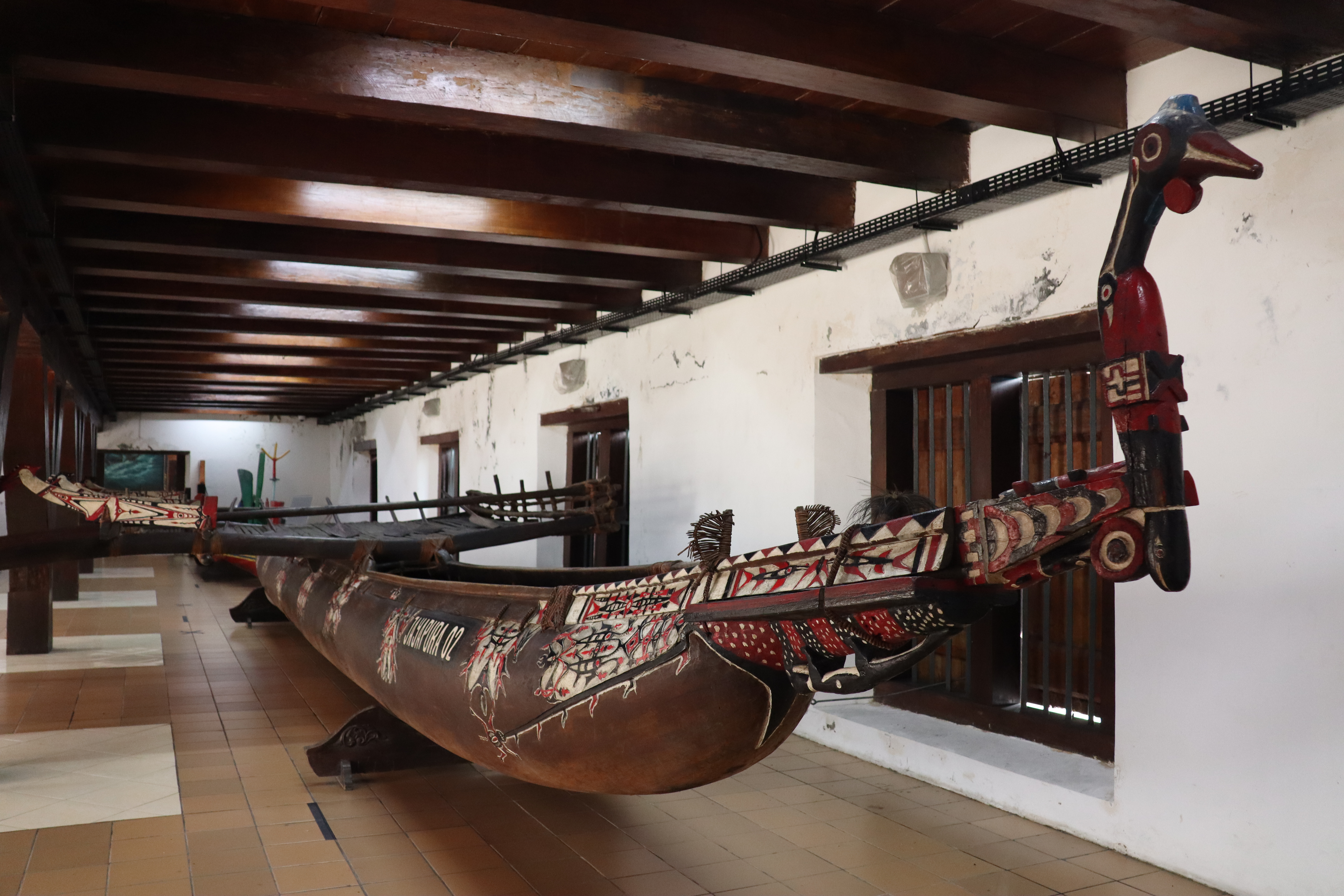
船隻展品
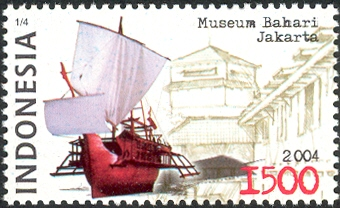
海事博物館郵票（發行於雅加達）

## 外部連結
维基共享资源上的相關多媒體資源：海事博物館
- （印尼文）海事博物館